# Powiat Flatow
Powiat Flatow (niem. Landkreis Flatow, Kreis Flatow; pol. powiat złotowski) – istniejący od 1818 do 1945 pruski powiat ze stolicą w Złotowie. Zajmowany przez niego obszar znajduje się obecnie w całości w granicach Polski.

## Historia
Powiat utworzono 1 kwietnia 1818 jako część rejencji kwidzyńskiej w prowincji Prusy Zachodnie. Od 3 grudnia 1829 do 31 marca 1878 w związku z połączeniem Prus Wschodnich i Zachodnich powiat wchodził w skład prowincji Prusy. 20 listopada 1919 powiat był administrowany z Piły. 10 stycznia 1920 w wyniku traktatu wersalskiego wschodnie tereny powiatu z miastami: Więcbork (niem. Vandsburg), Sępólno Krajeńskie (niem. Zempelburg) oraz Kamień (niem. Cammin) przyłączono do Polski, tworząc z niej powiat sępoleński. Pozostała w Niemczech część powiatu znalazła się w granicach rejencji pilskiej, a zarazem (od 1922) prowincji Marchia Graniczna Poznańsko-Zachodniopruska. 1 października 1938, po rozwiązaniu tej prowincji, powiat wcielony do prowincji Pomorze pozostawał w granicach rejencji pilskiej.
Wiosną 1945 obszar powiatu zdobyły wojska 2 Frontu Białoruskiego Armii Czerwonej, po czym na podstawie uzgodnień jałtańskich został przekazany polskiej administracji.
1 stycznia 1945 na terenie powiatu znajdowały się dwa miasta Złotów (niem. Flatow) oraz Krajenka (niem. Krojanke) i 66 gmin.